# یاز
یاز (انگلیسی: Yaws) عفونتی استوایی مربوط به پوست، استخوان و مفاصل است که توسط باکتری اسپیروکت ترپونما پالیدوم ایجاد می‌شود.
ترپونما پالیدیوم خود زیرگونه‌ای از پالدیوم مارپیچی–شکل، باکتری گرم-منفی‌ای است که نوعی باکتری با تحرک بالاست. یاز از بیماری‌های انسانی است که ترپونما پایلدیوم عامل آن بوده و زیرگونه‌ای از پرتنیواست. موارد اخیر برخلاف زیرگونه پالیدیوم موجب بیماری عصبی نمی‌شوند. انسان‌ها تنها منبع طبیعی شناخته شده برای زیرگونه‌های پالیدیوم هستند. این گونه بدون میزبان نمی‌تواند بیش از چند روز زنده بماند. این مسئله به خاطر ژنوم کوچک آن است (۱٫۱۴ MDa) که نمی‌تواند مسیر متابولیکی لازم برای ساخت مواد غذایی را رمزگذاری کند. این باکتری برای تکثیر بسیار کند عمل می‌کند و برای این کار زمانی بیشتر از ۳۰ ساعت لازم دارد.
بیماری یاز (yaws) یک بیماری اندمیک است که عمدتاً در کودکان در کشورهای گرم و مرطوب دیده می‌شود. عامل این بیماری تروپونما پالیدوم زیر گونه پرتنو است. ضایعات اولیه در این بیماری به صورت پاپول‌های زخمی شونده معمولاً در دست‌ها یا پاها ظاهر می‌شوند. در این بیماری انتقال جفتی یا مادرزادی اتفاق نمی‌افتد. این بیماری نسبت به درمان با پنی سیلین خوب جواب می‌دهد.